# Berta Monnard
Berta Monnard, auch Bertha Monnard, gebürtig Bert(h)a Giese(c)ke, (* 24. Juli 1875 in Braunschweig, Deutsches Reich; † 1. Dezember 1966 in Berlin) war eine deutsche Schauspielerin bei Bühne, Film und Rundfunk.

## Leben und Wirken
Die Schauspielertochter stand bereits als dreijähriges Kind auf der Bühne und wurde zu Beginn ihrer Profilaufbahn Anfang der 1890er Jahre am Nürnberger Stadttheater im Fach der Munteren und Naiven besetzt. 1894 kam Bertha Monnard ans Stadttheater von Frankfurt am Main, 1897 ans Münchner Hoftheater. Es folgten seit Beginn des 20. Jahrhunderts bis in die 1950er Jahre hinein zahlreiche Verpflichtungen an Berliner Spielstätten, darunter die Bühnen Kleines Theater, Lessingtheater, Deutsches Künstlertheater (Saltenburg-Bühnen), Metropol-Theater, Die Tribüne, Lustspielhaus, Komödie und das Theater am Kurfürstendamm. Zu Monnards frühen Glanzrollen zählten unter anderem die Franziska in Lessings Minna von Barnhelm, der Puck in Shakespeares Ein Sommernachtstraum und das Ännchen in Max Halbes Jugend.
In ihrer Berliner Zeit, erstmals kurz nach dem Ende des Ersten Weltkriegs, trat Bertha Monnard auch für einige minder bedeutende Filmproduktionen vor die Kamera. Dennoch wurde die Künstlerin beim Film nie richtig heimisch; auch der Tonfilm bot ihr kaum mehr als Chargenauftritte. Ihre Abschiedsvorstellungen auf der Leinwand gab sie 1949/50 in zwei frühen, gehobenen DEFA-Produktionen. Bertha Monnard hat auch als Hörspielsprecherin gearbeitet.

## Filmografie
- 1918: Agnes Arnau und ihre drei Freier
- 1919: Entfesselte Leidenschaften
- 1919: Vier Finger
- 1919: Irenes Fehltritt
- 1923: Friedrich Schiller
- 1939: Zwei Welten
- 1942: Stimme des Herzens
- 1949: Der Biberpelz
- 1950: Die lustigen Weiber von Windsor

## Hörspiele (Auswahl)
- 1947: Brüder Grimm: Aschenputtel (Stiefmutter) – Regie: Hanns Korngiebel (Hörspielbearbeitung, Kinderhörspiel – RIAS)